# Čolek hranatý

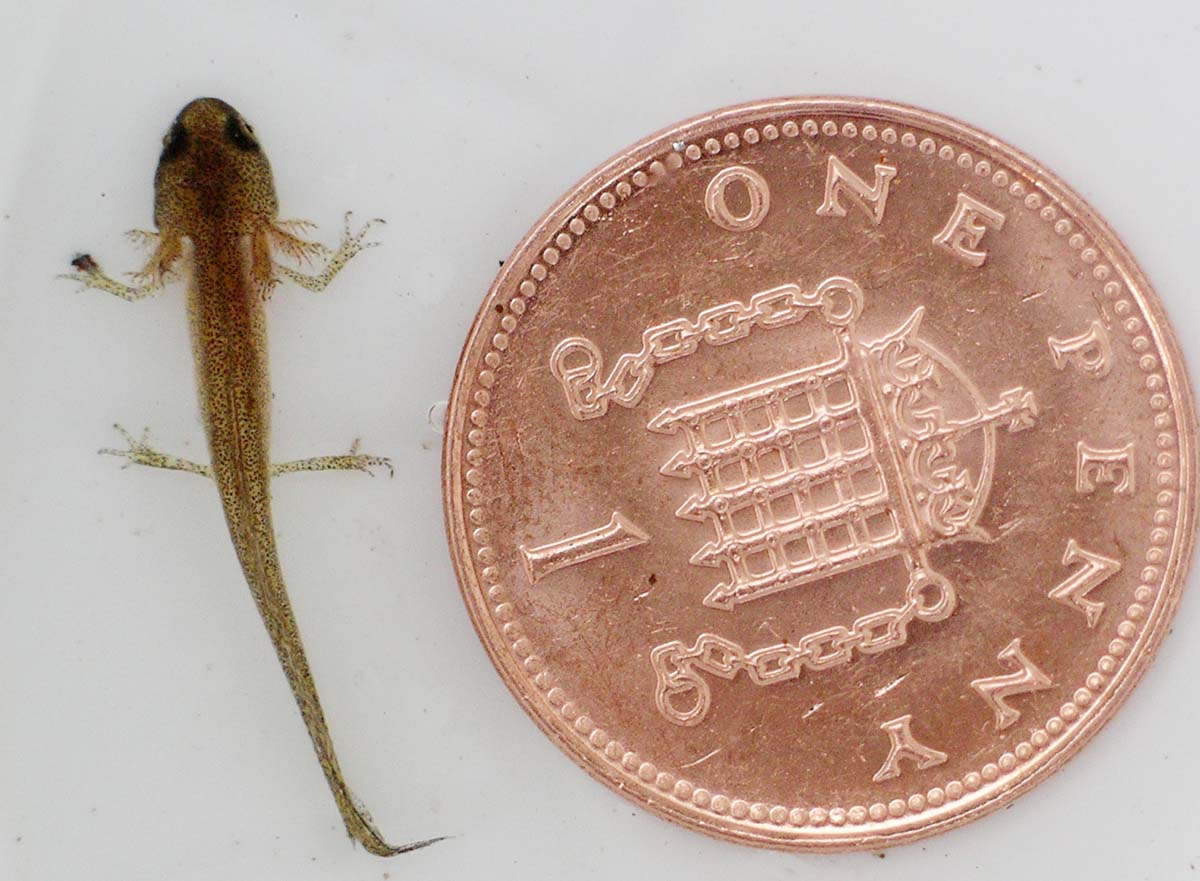
Larva čolka hranatého

Čolek hranatý (Lissotriton helveticus) je druh čolka z rodu Lissotriton. Je nápadný vyvinutými postranními hřbetními lištami, které působí, že jeho tělo vypadá v průřezu hranatě, odtud jeho české druhové jméno „hranatý“.

## Výskyt
Centrem výskytu tohoto ocasatého obojživelníka je především západní Evropa, kde se vyskytuje na severu Španělska a Portugalska, ve Francii, Velké Británii, Belgii, Švýcarsku a Německu. Jeho teritorium směrem na východ okrajově zasahuje i na území České republiky, kde jsou nevelké lokality s jeho výskytem soustředěné do okolí města Kraslice v okrese Sokolov, které ležící v česko-německém příhraničí.

## Biologie
Čolek hranatý se v Evropě vyskytuje v rozsahu nadmořské výšky od 500 do 1500 m, v ČR od 540 do 810 m. Dospělec dýchající plícemi žije skrytě ve vlhkých lesních podrostech v dírách, pod kořeny stromů, drny nebo ve spadaném listí. Žije převážně nočním životem, kdy loví potravu tvořící hlavně drobní bezobratlí, hmyz, červi a korýši, u tohoto druhu byly prokázány sklony ke kanibalismu. V hlubokých úkrytech v zemi přečkává v zimním spánku období od konce října do počátku dubna.

## Popis
U tohoto drobného, štíhlého obojživelníka bývá samice velká 7 až 10 cm a samec 7 až 8 cm. Na hlavě má po straně podélné tmavé pásky vedoucí přes oči, které se u čenichu téměř sbíhají. Na hřbetní straně je olivově zelený, hnědý nebo pískově žlutý, někdy i tmavě tečkovaný či mramorovaný, boční část těla i ocas má skvrnitý. Na světlé břišní straně bez skvrn má barvu žlutou až oranžovou, která je lemována barvou růžovou až barvou masa, kterou má i na hrdle a spodní straně končetin. Kůži vylučuje sekret, který je mírně jedovatý. Dožívají se průměrného věku 10 let.
V době páření se u samců na hřbetě i ocase vyvíjí celokrajný, nepřerušovaný lem; na hřbetě je nízký a na ocase vysoký, obdobný bývá i na spodu ocásku. Ocas v tomto období je u samců i samic zakončen asi 5 mm dlouhou černou ocasní nitkou. Samci mají tehdy nápadně zduřelé boky, zvětšené plovací blány mezi prsty a polokulovitou kloaku.

## Rozmnožování
Za účelem rozmnožování, jehož období začíná v dubnu svatebním zbarvením samečka, vcházejí do vodního prostředí. Vyhledávají mělké, zastíněné lesní tůně s řídkou vegetací nebo louže v kolejích vyjetých v lesních cestách. Sameček láká samičku svým pestrým zabarvením, vypouštěním aromatických látek i specifickým tancem. Po jejím svedení sameček vypustí spermatofor se spermiemi, který si samička nasaje kloakou. Několik dnů po oplození samička naklade 200 až 300 vajíček jednotlivě na listy vodních rostlin. Po splnění svého úkolů se dospělci vracejí na souš, kde samci ztrácejí pestré vybarvení a žijí až do příštího jara osamoceně a skrytě.
S ohledem na počasí se za dva až tři týdny z vajíček vylíhnou ve vodě žijící larvy, které mají za hlavou keříčkovité žábry umožňující jim dýchat. Z počátku se živí planktonem a později větší kořistí, narostou jim přední končetiny a pak i zadní. Koncem léta se při metamorfóze, při níž mj. byla žábra nahrazena plícemi, promění ve 3 cm dlouhé čolky, kteří vylezou z vody na suchou zem. Po dosažení pohlavní dospělosti, obvykle po dvou létech, se vrátí do vody k rozmnožování.

## Možnost záměny
Čolka hranatého lze na prvý pohled zaměnit s čolkem obecným, se kterým žije na stejných lokalitách. Nejnápadnějším odlišovacím znakem čolka hranatého je jeho růžové masové zbarvené okrajů břicha. Velmi podobný vzhled má i čolek karpatský, který ale žije jen ve východní části České republiky.

## Ohrožení
Téměř ve všech zemích kde se čolek hranatý vyskytuje, je považován za chráněného živočicha. V České republice je v „Červeném seznamu ohrožených druhů ČR - obratlovci“ z roku 2003 zařazen mezi druhy kriticky ohrožené. Jeho společenstva jsou potenciálně ohrožována vysušováním vlhkých stanovišť, kácením lesů, eutrofizaci vod i zvyšujícím se průnikem lidí do jejich životních prostředí.
Podle Mezinárodního svazu ochrany přírody IUCN je v globální měřítku výskyt čolka hranatého hodnocen jako stabilní a nepříznivými okolnostmi málo dotčený (LC).